# Kredyt konsumencki
Kredyt konsumencki – kredyt udzielany konsumentowi przez kredytodawcę (który czyni to w ramach prowadzonej przez niego działalności gospodarczej) na cele prywatne, tj. niezwiązane z działalnością gospodarczą i zawodową.

## Kredyt konsumencki w Polsce

### Podstawowe uregulowania
Kredyty te w Polsce regulowane są przez ustawę z dnia 12 maja 2011 r. o kredycie konsumenckim. Ustawa ta reguluje prawa i obowiązki związane z kredytami konsumenckimi. Definicja ustawowa pod pojęciem kredytu konsumenckiego obejmuje kilka form prawnych umów:
- pożyczki,
- kredytu w rozumieniu przepisów prawa bankowego,
- o odroczeniu konsumentowi termin spełnienia świadczenia pieniężnego, jeżeli konsument jest zobowiązany do poniesienia jakichkolwiek kosztów związanych z odroczeniem spełnienia świadczenia,
- o kredyt, w której kredytodawca zaciąga zobowiązanie wobec osoby trzeciej, a konsument zobowiązuje się do zwrotu kredytodawcy spełnionego świadczenia,
- o kredyt odnawialny.

Zgodnie z ustawą obowiązującą od 18 grudnia 2011, kredyt konsumencki to taki kredyt, którego wysokość jest nie większa niż 255 550 PLN albo równowartość tej kwoty w walucie innej niż waluta polska.
Nie ma znaczenia, jakiego kredytu dotyczy umowa – czy jest to kredyt w rachunku bieżącym, kredyt gotówkowy, samochodowy, mieszkaniowy czy zadłużenie na karcie kredytowej. Przepisy stosuje się do wszelkiego typu kredytów przeznaczonych dla klientów indywidualnych, które spełniają powyższe kryteria kredytu konsumenckiego.
Umowa kredytu konsumenckiego powinna zostać zawarta na piśmie chyba że odrębne przepisy przewidują inną szczególną formę. Kredytodawca zobowiązany jest dostarczyć kredytobiorcy egzemplarz umowy.
Umowa powinna być sformułowana w sposób jednoznaczny i zrozumiały dla konsumenta.

### Treść umowy
Umowa powinna określać:
- dane kredytodawcy (ew. pośrednika kredytowego) i kredytobiorcy;
- rodzaj kredytu;
- czas obowiązywania umowy;
- całkowitą kwotę kredytu;
- terminy i sposób wypłaty kredytu;
- stopę oprocentowania kredytu oraz warunki jej zmiany z podaniem indeksu lub stopy referencyjnej, o ile ma zastosowanie do pierwotnej stopy oprocentowania kredytu. Jeśli umowa przewiduje różne stopy oprocentowania, informacje te należy podać ̨dla wszystkich stosowanych stóp procentowych w danym okresie obowiązywania umowy;
- rzeczywistą roczną stopę oprocentowania (RRSO) oraz całkowitą kwotę do zapłaty przez konsumenta ustaloną w dniu zawarcia umowy wraz z podaniem wszystkich założeń przyjętych do jej obliczenia;
- zasady i terminy spłaty kredytu, w szczególności kolejności zaliczania rat kredytu konsumenckiego na poczet należności kredytodawcy, w tym informację o prawie do otrzymania na wniosek konsumenta, w każdym czasie i bezpłatnie, harmonogramu spłaty;
- zestawienie zawierające terminy i zasady płatności odsetek oraz wszelkich innych kosztów kredytu, w przypadku gdy kredytodawca lub pośrednik kredytowy udziela karencji w spłacie kredytu;
- informację o innych kosztach, które konsument zobowiązany jest ponieść w związku z umową, w szczególności o opłatach, prowizjach, marżach oraz kosztach usług dodatkowych, jeżeli są znane kredytodawcy, oraz warunki na jakich koszty te mogą ulec zmianie;
- roczną stopę oprocentowania zadłużenia przeterminowanego, warunki jej zmiany oraz ewentualne inne opłaty z tytułu zaległości w spłacie kredytu;
- skutki braku płatności;
- informację o konieczności poniesienia opłat notarialnych, o ile takie wystąpią w związku z przedmiotem umowy;
- sposób zabezpieczenia i ubezpieczenia spłaty kredytu, jeżeli umowa je przewiduje;
- termin, sposób i skutki odstąpienia konsumenta od umowy, obowiązek zwrotu przez konsumenta udostępnionego przez kredytodawcę kredytu oraz odsetek;
- prawo konsumenta do spłaty kredytu przed terminem;
- informację o prawie kredytodawcy do zastrzeżenia w umowie prowizji za dokonanie spłaty kredytu przed terminem i zasady ustalenia wysokości tej prowizji;
- informację o prawie dochodzenia od kredytodawcy roszczeń konsumenta o wykonanie zobowiązania;
- warunki wypowiedzenia umowy;
- informację o możliwości korzystania z pozasądowego rozstrzygania sporów oraz zasadach dostępu do tej procedury, jeżeli takie prawo przysługuje konsumentowi;
- wskazanie organu nadzoru właściwego w sprawach ochrony konsumentów.

### Uprawnienia kredytobiorcy
Kredytobiorca ma prawo do spłaty kredytu przed terminem, a kredytodawca nie może uzależnić wcześniejszej spłaty kredytu od jego poinformowania przez konsumenta. Wcześniejsza spłata kredytu może się wiązać z koniecznością zapłaty prowizji, którą kredytodawca może zastrzec w umowie. W przypadku spłaty części lub całości kredytu przed terminem kredytodawca jest zobowiązany do zwrotu zapłaconych prowizji i opłat proporcjonalnie do okresu, o który skrócono czas korzystania z kredytu.
Konsument może odstąpić od umowy, bez podania przyczyny, w terminie 14 dni od dnia zawarcia umowy. Wzór oświadczenia o odstąpieniu od umowy kredytobiorca otrzymuje od kredytodawcy przy zawarciu umowy. Aby skorzystać z prawa odstąpienia od umowy, kredytobiorca musi doręczyć (na adres wskazany przez kredytodawcę lub pośrednika kredytowego) oświadczenie o odstąpieniu od umowy. Konsument nie ponosi kosztów związanych z odstąpieniem od umowy o kredyt konsumencki, z wyjątkiem odsetek za okres od dnia wypłaty kredytu do dnia spłaty kredytu.
Konsument jest zobowiązany zwrócić niezwłocznie kredytodawcy kwotę udostępnionego kredytu wraz z odsetkami nie później niż w terminie 30 dni od dnia złożenia oświadczenia o odstąpieniu od umowy.